# جان دوراند
جان دوراند (انگلیسی: Johann Durand؛ زادهٔ ۱۷ ژوئن ۱۹۸۱) بازیکن فوتبال اهل فرانسه است.